# Aksu (rzeka w Kazachstanie)
Aksu (kaz. Ақсу; ros. Аксу) – rzeka we wschodnim Kazachstanie, w zlewisku jeziora Bałchasz. Długość – 316 km, powierzchnia zlewni – 5040 km². Reżim śnieżno-lodowcowy z maksimum od maja do sierpnia.
Aksu wypływa spod lodowców zachodniej części Dżungarskiego Ałatau i płynie na północ przez pustynię Żamankum. Na pustyni dzieli się na liczne ramiona, z których jedno uchodzi do wschodniej części jeziora Bałchasz. Wody Aksu są używane do nawadniania.